# Xylotrechus quadripes
Xylotrechus quadripes är en skalbaggsart som beskrevs av Louis Alexandre Auguste Chevrolat 1863. Xylotrechus quadripes ingår i släktet Xylotrechus och familjen långhorningar.
Artens utbredningsområde är:
- Laos.
- Myanmar.

Inga underarter finns listade i Catalogue of Life.